# Zvonimir Bajsić
Zvonimir Bajsić (* 19. Oktober 1925 in Zagreb; † 11. August 1987 in Zagreb) war ein jugoslawischer Dramatiker, Regisseur und Übersetzer.

## Leben
Bajsić studierte von 1946 bis 1948 bei Jan Mukařovský in Prag. Bis 1950 arbeitete er als Bibliothekar, danach als Hörfunkregisseur bei Radio Zagreb. Bereits während seiner Studienzeit in Prag veröffentlichte er Kurzgeschichten und übersetzte Gedichte von Jacques Prévert, Jiří Wolker, Jiří Orten und Stanislav Kostka Neumann. Er schrieb mehrere Hörspiele, adaptierte, dramatisierte und übersetzte Theaterstücke und Prosawerke aus dem Französischen und Tschechischen für das Radio, inszenierte um die 250 Hörspiele in- und ausländischer Autoren und führte auch Regie bei ausländischen Radiosendern.
Als Autor bzw. Koautor war Bajsić an mehreren dokumentarischen Hörspielen beteiligt, darunter Zbogom (1968), Avant de dormir (1969) und Koncert (1973) sowie Ad libitum (1973), Starolička patetična (1975), Maratonac (1976), Zimnik, Tišina i Cuncubela und Ich habe eine Puppe, die spricht (1981). Einige seiner Hörspiele wurden ins Englische, Französische und Deutsche übersetzt, einige auch in Zeitschriften und Anthologien gedruckt. Unter dem Pseudonym Krešo Kolman schrieb er Texte für Kinder und das Libretto für Ludomir Michal Rogowskis Rundfunkoper Vile i mladost (1953).
1956 gehörte Bajsić zu dem Drehbuch- und Regieteam, das mit dem Dokumentarfilm Ovdje Radio-Zagreb den Beginn des jugoslawischen Fernsehens markierte. In der Folgezeit schrieb er Drehbücher, führte Regie und bearbeitete Hörspiele und Theaterstücke für das Fernsehen. Zudem leitete er das Nationaltheater in  Zagreb und das Marin-Držić-Theater in Dubrovnik. Er erhielt zahlreiche Erste Preise als Autor und Regisseur bei jugoslawischen Hörspielfestivals, zweimal den Preis der Stadt Zagreb (1963 und 1970) und wurde 1968 bei der Internationalen Woche des Hörspiels für Freunde der DDR ausgezeichnet. Die Sonne des fremden Himmels wurde 1977 in seiner Regie Hörspiel des Monats. 1974 wurde er mit einem Prix Italia ausgezeichnet, 1982 mit einem Premio Ondas und 1985 mit einem Prix Futura.

## Hörspiele in Deutschland
Autor/Regie:
- 1968: Die Freunde – Regie: Günther Sauer (Original-Hörspiel – SDR)
- 1968: Die Freunde – Regie: Zvonimir Bajsić (Originalhörspiel – Rundfunk der DDR)
- 1969: Betrüger – Regie: Wolfgang Brunecker (Originalhörspiel – Rundfunk der DDR)
- 1975: Schau, wie schön der Tag anfängt – Regie: Zvonimir Bajsić (Originalhörspiel – SR/SFB)
- 1976: Wie schön der Tag beginnt – Regie: Walter Niklaus (Originalhörspiel – Rundfunk der DDR)
  - Auszeichnung: Festival in Ohrid 1974 (1. Platz)
- 1979: Liebe Frau, die Menschheit ist müde – Regie: Zvonimir Bajsić (Originalhörspiel, Science-Fiction-Hörspiel – SR/SDR/SWF)
- 1980: Nein – Regie: Stefan Wigger (Originalhörspiel – SR)
- 1987: Janus oder Das Programm der Zukunft – Regie: Ulrich Gerhardt (Originalhörspiel – SWF/SFB)

Nur Regie:
- 1976: Irena Vrkljan, Benno Meyer-Wehlack: Das Bild (Originalhörspiel – SWF/Jugoslawischer Rundfunk-Studio Zagreb)
- 1977: Irena Vrkljan, Benno Meyer-Wehlack: Die Sonne des fremden Himmels (Originalhörspiel – SDR/SFB)
  - Auszeichnung: Hörspiel des Monats Mai 1977
- 1979: Irena Vrkljan, Benno Meyer-Wehlack: Der Johannisbrotbaum (Originalhörspiel – SWF/Radio Zagreb)
- 1981: Irena Meyer-Wehlack, geb. Vrkljan, Benno Meyer-Wehlack: Die Frau in Blau (Hörspiel – SDR)
- 1986: Antun Soljan: Der Mann der die Niederlande rettete (Hörspiel – SR/HR/ORF)